# Pakisztán
Pakisztán, hivatalosan a Pakisztáni Iszlám Köztársaság, független ázsiai állam a Közel-Kelet és Közép-Ázsia határán. Több mint 1000 km-es partszakasszal érintkezik az Arab-tengerrel és az Ománi-öböllel, ezenkívül nyugaton Afganisztán és Irán, keleten India és északkeleten Kína határolja. Tádzsikisztántól a néhol csak 20 km szélességű, Afganisztánhoz tartozó Vakhan-folyosó választja el.
Az ötödik legnépesebb ország a világon és Indonézia után itt él a második legnagyobb muszlim közösség. Az úgynevezett Next Eleven (következő tizenegy)  országok között tartják számon, azok között, amelyek a 21. században nagy eséllyel gazdasági nagyhatalommá válnak majd.
Napjainkban Pakisztán regionális  és középhatalom, amely a világ egyik legerősebb hadseregével rendelkezik. Az országot azonban instabilitás sújtja. Az etnikai-vallási konfliktusok, a terrorizmus, az emberi jogok megsértése és a magas szintű korrupció súlyos problémát jelentenek. A nők és a vallási kisebbségek elleni diszkrimináció különösen súlyosnak számít. Pakisztán olyan fejlődő ország, amely még mindig Ázsia legszegényebb és gazdaságilag kevésbé fejlett államai közé tartozik.
Az Iszlám Konferencia Szervezetének, a Gazdasági Együttműködés Szervezetének, a G20 fejlődő országok  csoportosulásának és a dél-ázsiai SAARC  alapító tagja. Ezek mellett részt vesz még az ENSZ, a Nemzetközösség, a Kereskedelmi Világszervezet és a Sanghaji Együttműködési Szervezet munkájában is.

## Nevének eredete
Pakisztán neve mozaikszó (PAKISTAN), amelyet C. Rahmat Ali alkotott meg 1934-ben a „Most vagy soha” (Now or Never) című jegyzetében. A PAKISTAN név az akkor még indiai, muszlim többségű tartományok neveiből származik: 
- Pandzsáb (Punjab), Afganisztán (Afghania), Kasmír (Kashmir), Iszlámábád (Islamabad), Szindh (Sindh), Beludzsisztán (Balochisatan).[13]

Ezen területeken több mint 30 millió muszlim élt már ekkor is.

## Földrajz

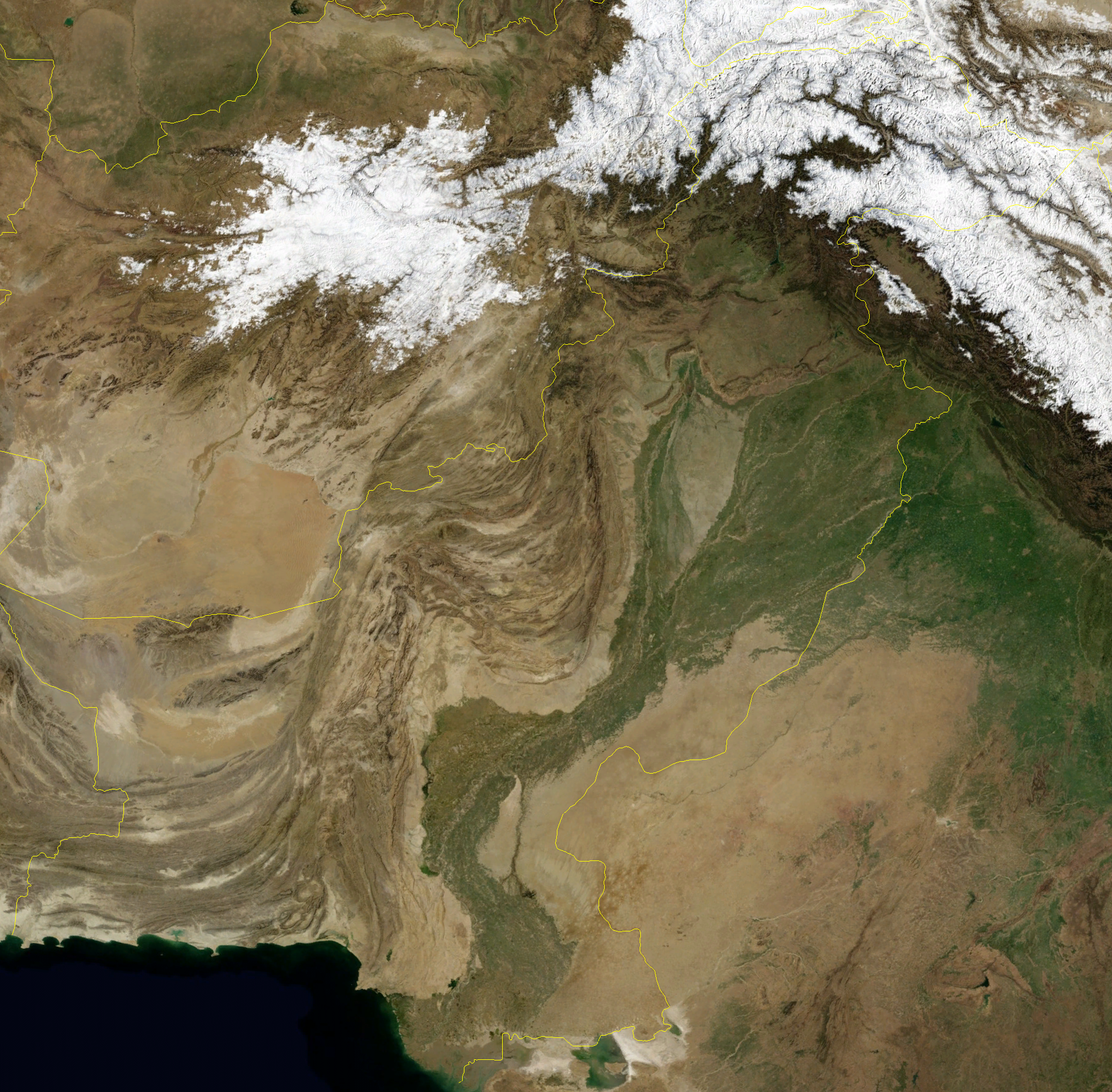
A térség műholdas képe (2004. január)

### Domborzat
Pakisztán három fő földrajzi területre oszlik :
- az északi hegyvidék,
- az Indus folyó síksága,
- a Beludzsisztáni-fennsík.

Legmagasabb pontja a Karakorum hegységben található K2-hegycsúcs (kb. 8616 m), amely a kínai határon fekszik.
Pakisztán területének fő tengelyét, az ország keleti felén az Indus folyó alföldje uralja, amelynek északi része a termékeny Pandzsáb, déli része a száraz Szindh (Pandzsáb az ország éléskamrája, míg Szindh területének alig 1/3-a vonható művelés alá).
Az Industól keletre a Thár-sivatag található. Az ország nyugati része az Iráni-fennsík folytatása. Peremhegységei meredeken ereszkednek le az Indus völgyére. Az ország északi területeit magashegységi táj uralja, amely a Karakorumban megközelíti a 8000 métert.

### Vízrajz
Az Arab-tengerbe ömlő Indus-folyó és mellékfolyói vezetik le a vizeket.

### Éghajlat
Pakisztán négy évszaka: a hűvös, száraz tél decembertől a februárig, a forró, száraz tavasz márciustól májusig, a nyári esős évszak, vagyis a délnyugati monszun ideje júniustól szeptemberig tart, és a monszun októberben és novemberben vonul el. Ezen évszakok kezdete és időtartama nagyon eltér helytől függően.
Az északi és északnyugati magas hegyvonulatok télen rendkívül hidegek, míg az április és szeptember közötti nyári hónapok kellemesek. Az Indus-völgy síksága nyáron rendkívül forró, télen tavaszias és száraz idő van. A déli partvidék mérsékelt éghajlatú.
A csapadékmennyiség radikálisan változik évről évre, az áradások és aszályok törvényszerűsége nem könnyen ismerhető fel. A csapadék dél felé rohamosan csökken.
Pandzsáb területén télen néha hó és fagy is előfordulhat, a nyarak viszont melegek. Itt a mediterrán hatás módosította a monszun éghajlatot és egy téli és egy nyári esős évszak is kialakult, viszont mindkettőnek gyér a csapadéka.

### Élővilág, környezet
A fafajták az alpesi fenyőktől, mint luc és egyéb fenyők, valamint himalájai cédrus (ezek főleg az északi, hegyes területeken honosak) a lombhullatókig terjednek, amelyek a déli területeken fellelhetők. Az ország nyugati hegyvidékein boróka bokrok és tamariszkusz cserjék éppúgy megtalálhatók, mint egyszerű fűfajták. Beludzsisztánban gyér füves területek váltakoznak szárazságtűrő fajok alkotta cserjésekkel. Az Indus-alföld peremvidékein sivatagi-félsivatagi a növényzet.  A déli partvidéket egyes részeken sós mocsarak, a tengerbe ömlő folyók deltáit mangrovemocsarak kísérik.
Pakisztán nemzeti állata a pödrött szarvú kecske, nemzeti madara a csukár. A főemlősöket a bundermajom és a hulmán képviseli. Ezeken kívül számos más állatfaj is megtalálható az országban. A déli területeken, az Indus-folyó torkolatvidékén nagy számú krokodil populáció, a környező erdőkben pedig szarvas, vaddisznó, tarajos sül és sok egyéb rágcsálófaj él.
Jelenleg a legnagyobb környezetvédelmi problémák közé tartozik a vízszennyezés (a tisztítatlan szennyvizek miatt), az ipari káros anyag-kibocsátás, a mezőgazdasági túltermelés, a vízhiány, az erdők pusztulása, a talajerózió és az elsivatagosodás.
A vízszennyezés a vízkészletet fenyegeti és a lakosság nagy része nem jut tiszta ivóvízhez.

## Történelme

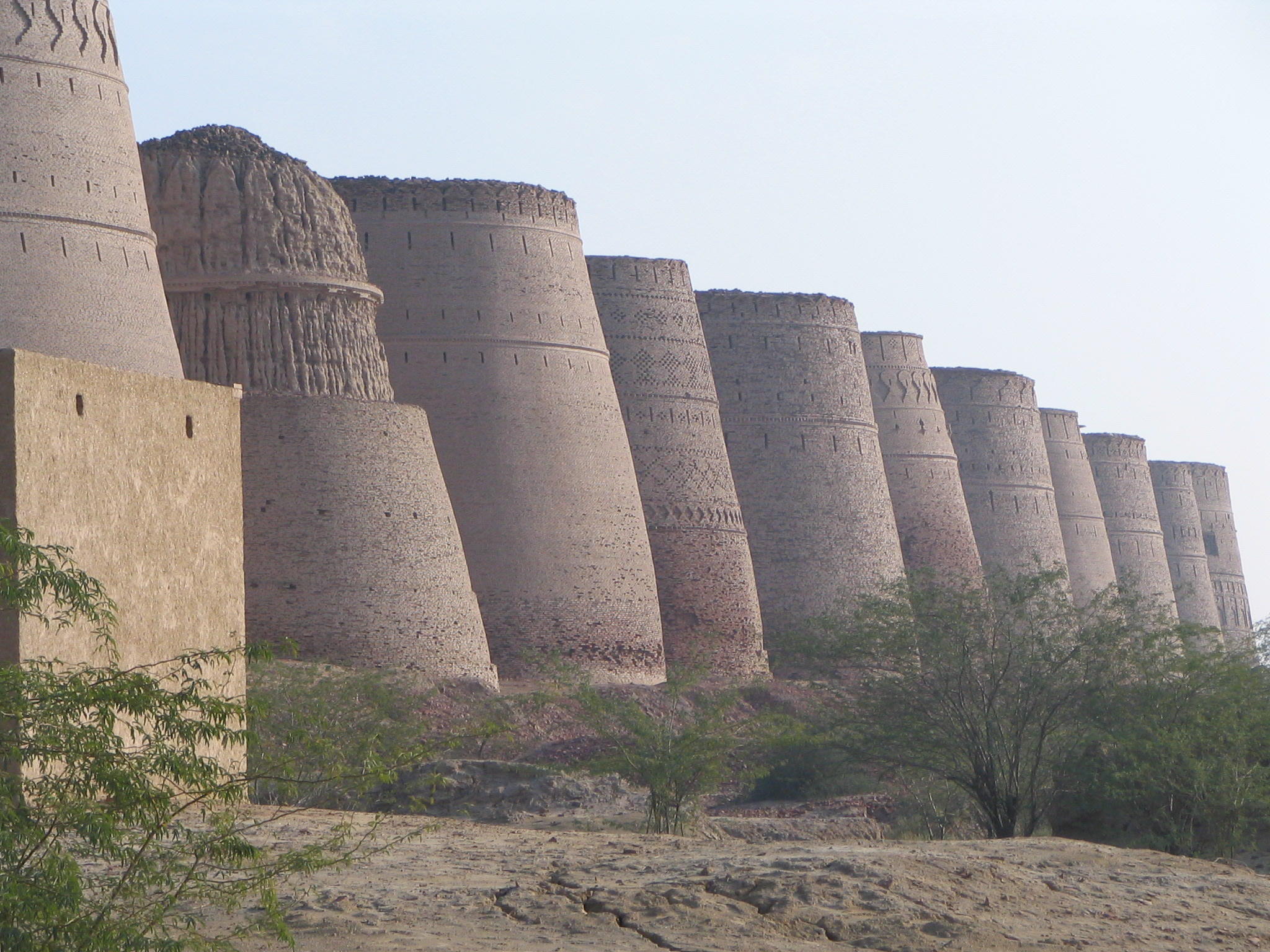
Derawar erődje ma Bahawalpur közelében

1947-ig Pakisztán történelme az indiai szubkontinens történetének része.
Egy önálló állam koncepcióját azokon az indiai területeken, ahol a lakosság többsége muszlim vallású,  Muhammad Allama Iqbal lahori költő és filozófus vetette fel az 1930-as években. Az önálló pakisztáni állam 1947. augusztus 14-én jött létre, az indiai brit uralom megszűntekor, India muzulmánok lakta területeiből. Az ország függetlenségét 1947-ben kiáltották ki. Pandzsáb és Bengália tartomány ellentmondásos felosztásának hatására lázadások törtek ki Indiában és Pakisztánban is. Hinduk és szikhek milliói vándoroltak Indiába és muszlimok milliói Pakisztánba. 1947-től 1956-ig a brit Nemzetközösség domíniuma volt, monarchia államformával, Pakisztán uralkodója királyi címmel előbb VI. György, majd II. Erzsébet voltak, 1956-ban köztársasági államformát vezettek be.
Az Indiától való különválást mindkét részről véres összecsapások követték, és nem sikerült rendezni a korábban önálló fejedelemség, Dzsammu és Kasmír hovatartozását sem. Az ország két, egymástól nagy földrajzi távolságra lévő részből állt, Nyugat-Pakisztánból és Kelet-Pakisztánból, amelyeket India választott el egymástól. A két országrészt csak a közös vallás kötötte össze. A lakosság nagyobb része a keleti országrészben élt, de a politikai vezetés nyugaton összpontosult. Kelet-Pakisztán 1971-ben Bangladesi Népi Köztársaság néven kikiáltotta a függetlenségét, amit a pakisztáni hadsereg megpróbált megakadályozni. Indiai segítséggel végül az önálló Bangladest követelő erők győztek.
Az ország fővárosa többször megváltozott, 1958-ig Karacsi, ezt követően mintegy negyedszázadig Ravalpindi, ma Iszlámábád.
Az ország politikai rendszere labilis. Történelmében gyakori a katonai puccs, a polgári kormányok pedig gyorsan elvesztették legitimitásukat a korrupció miatt.

## Politika és államszervezet
A függetlenség kikiáltása óta Pakisztán politikai helyzetét a stabilitás hiánya jellemzi. A rövid demokratikus szakaszokat katonai puccsok ismételten megszakították. A katonaság 1958-tól 1971-ig, 1977-től 1988-ig és 1999-től 2008-ig irányította az országot. 
Az állami közigazgatás minden szintjén korrupció jellemző.

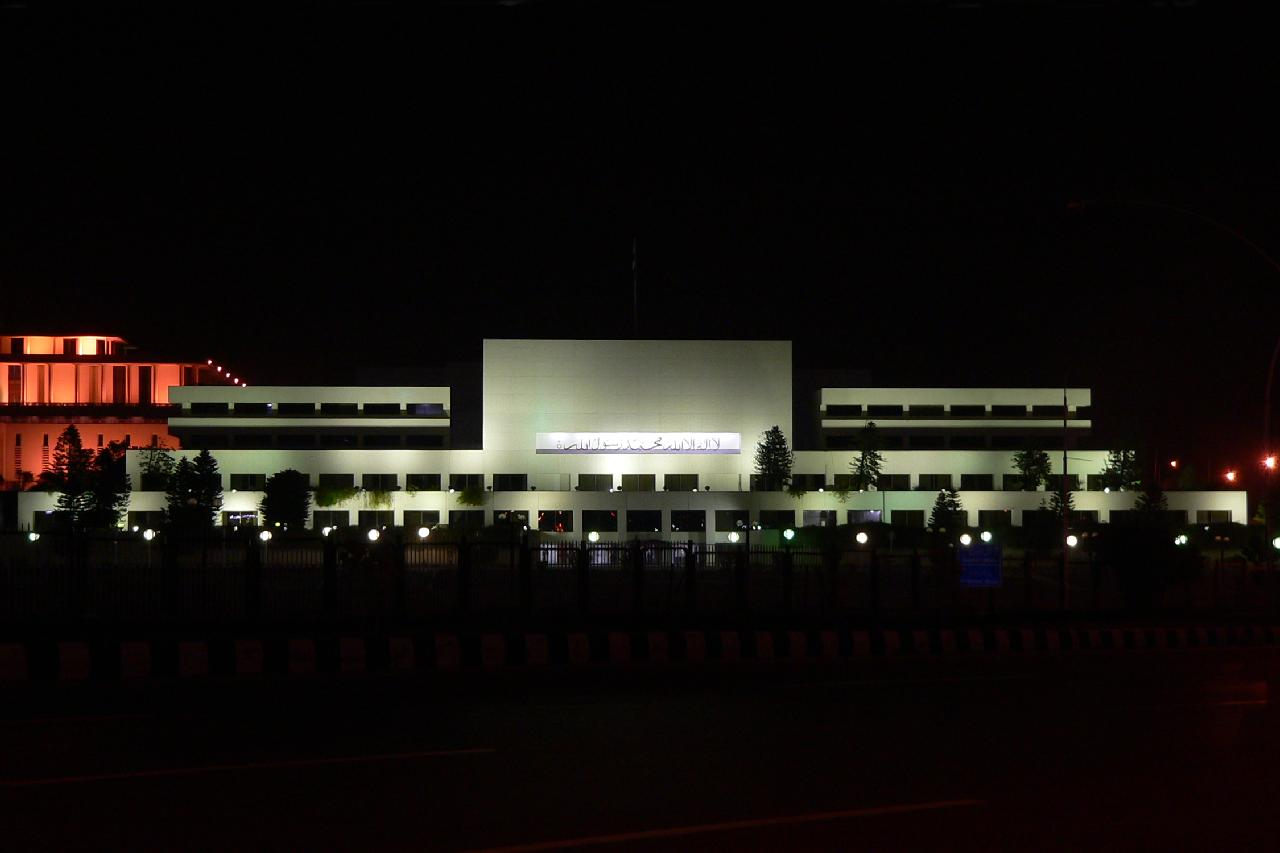
A parlament épülete Iszlámábádban

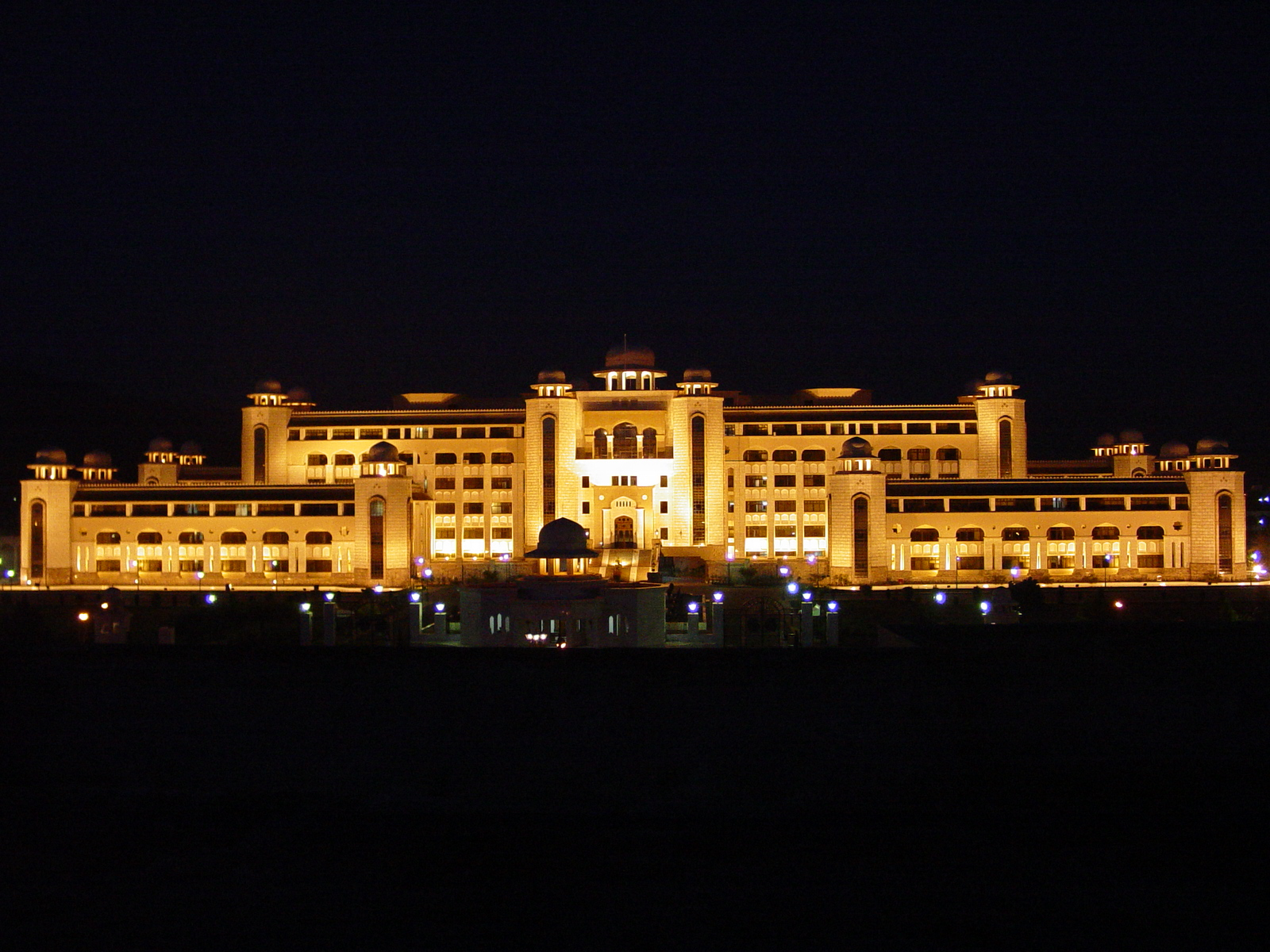
A miniszterelnöki hivatal

### Alkotmány, államforma
Pakisztán egy parlamentáris szövetségi köztársaság, amelynek államvallása az iszlám.
1956. tavaszán hatályba lépett az első alkotmány, amellyel Pakisztán először is iszlám köztársaságként jelölte meg önmagát, de már két év után hatályon kívül helyezték. További alkotmányok következtek 1973-ban és 1985-ben. Az 1973-as, többször módosított alkotmány szerint a Pakisztáni Iszlám Köztársaság szövetségi demokrácia.

### Törvényhozás, végrehajtás, igazságszolgáltatás
Az alkotmány értelmében a pakisztáni törvényhozás szerve egy kétkamarás parlament, amely szenátusból (felsőház) és nemzetgyűlésből (alsóház) áll. A nemzetgyűlés 342 tagjából 272 ötévente történő, közvetlen választás útján kerül be a házba. Az alkotmány előírja, hogy ezen felül 60 helyet kapjanak a nők, 10 pedig a vallási kisebbségek számára van biztosítva. A kormány miniszterei nemzetgyűlési képviselők kell hogy legyenek. A szenátus 100 tagú. Az elnöknek csak az alsóházat van joga feloszlatni.
Jogrendszere az angol jogon alapul, de a saría (iszlám jog) magasabb rendű, mint az angol.

### Politikai pártok
A katonai uralom által okozott eltorzításoktól eltekintve Pakisztán politikája az 1990-es évektől a 2013-ban tartott általános választásokig szövetségi szinten kétpártrendszerként működött. A jobbközép, konzervatív Pakisztáni Muszlim Liga – Nawaz (Pakistan Muslim League – Nawaz, PML-N) és a balközép, szocialista Pakisztáni Néppárt (Pakistan People's Party, PPP) többször is váltották egymást kormányon, és a Musharraf-diktatúra elleni rövid közös fellépésüket kivéve ellenségességük határozta meg a többi politikai párt pozicionálását is. 2013-ban viszont a populista és harmadikutas Pakisztáni Igazügyi Mozgalom (Pakistan Tehreek-e-Insaf, PTI) lekerülte a PPP-t mint az ország második legnagyobb pártja, majd kormányt alakított a 2018-as választásokat követően. 2020-ra a PML-N és a PPP szövetségre léptek a PTI-kormány ellen, kisebb pártokkal együtt megalapítva a Pakisztáni Demokratikus Mozgalom (Pakistan Democratic Movement, PDM) koalíciót. Imrán Hán PTI-s miniszterelnök 2022-es bukása óta szövetségi szinten a PDM van hatalmon (bár a PPP formálisan korábban kilépett a pártszövetségből, fontos tagja a kormányzókoalíciónak) és a pakisztáni politika újra egyfajta kétpártrendszerré alakult, amelyben a PTI és a PDM versengése meghatározó.

### Emberi jogok
A homoszexualitás illegális és akár életfogytiglani börtönnel is büntethető.
A nők elleni erőszak társadalmi probléma az országban. Becslések szerint évente ötezer nőt ölnek meg családon belüli erőszakban, és rajtuk túl több ezer megnyomorodik vagy rokkanttá válik emiatt. 2016-ban Pandzsáb és Szindh tartományi parlamentje, amely tartományok együttesen az ország lakosságának 65%-át teszik ki, egymástól függetlenül ítélték el a nők elleni erőszakot, és lépéseket tettek annak elterjedtségének csökkentése érdekében.
A sajtószabadság helyzete rossz. A Riporterek Határok Nélkül szervezet 2018-as sajtószabadság-indexében a 180 ország közül a 139. helyre sorolta a Pakisztánt. A televízióállomásokat és az újságokat bezárják a kormányt vagy a hadsereget kritizáló riportok közzététele miatt.

### Közigazgatási beosztás
| \| Sorszám \| Név \| Státusz \| Főváros \| \| ------- \| --------------------------- \| -------------------------------------- \| ------------ \| \| 1 \| Beludzsisztán \| Tartomány \| Kvetta \| \| 2 \| Haibar-Pahtúnhva \| Tartomány \| Pesavar \| \| 3 \| Pandzsáb \| Tartomány \| Lahor \| \| 4 \| Szindh \| Tartomány \| Karacsi \| \| 5 \| Iszlámábád fővárosi terület \| Fővárosi terület \| Iszlámábád \| \| 6 \| Aszad Kasmír \| Pakisztáni közigazgatás alatti terület \| Muzaffarabad \| \| 7 \| Gilgit-Baltisztán \| Pakisztáni közigazgatás alatti terület \| Gilgit \| |                             |                                        |              |
| Sorszám | Név                         | Státusz                                | Főváros      |
| 1 | Beludzsisztán               | Tartomány                              | Kvetta       |
| 2 | Haibar-Pahtúnhva            | Tartomány                              | Pesavar      |
| 3 | Pandzsáb                    | Tartomány                              | Lahor        |
| 4 | Szindh                      | Tartomány                              | Karacsi      |
| 5 | Iszlámábád fővárosi terület | Fővárosi terület                       | Iszlámábád   |
| 6 | Aszad Kasmír                | Pakisztáni közigazgatás alatti terület | Muzaffarabad |
| 7 | Gilgit-Baltisztán           | Pakisztáni közigazgatás alatti terület | Gilgit       |

## Népesség
2020-tól Pakisztán az ötödik legnépesebb ország a világon, és a világ népességének mintegy 2,8% -át adja.
1960-tól 2015-ig a lakosság több mint négyszeresére nőtt. A természetes szaporodás világviszonylatban is nagy, (1990-2001 átlagban) évi 2,6%. 2015-ben a népesség elérte a 200 millió főt. Az előrejelzések szerint a népesség 2030-ra eléri a 274 milliót.

Pakisztán népsűrűsége 2017-ben

### Általános adatok
- Városi lakosság aránya: 39%. (2015)[37]
- Születéskor várható élettartam: férfiaknál 65,5 év, nőknél 69,4 év.  (2015)
- Írástudatlanság 2015-ben: 42%. (férfiaknál 30%, nőknél 54%)[37]

| Lakosok száma | 45 540 594 | 54 581 657 | 64 299 241 | 79 984 297 | 101 278 129 | 120 336 722 | 143 832 014 | 163 928 329 | 182 142 594 | 223 773 700 |
|               | 1960       | 1967       | 1973       | 1980       | 1987        | 1993        | 2000        | 2007        | 2013        | 2021        |

### Ki- és bevándorlás

#### Emigráció
Az 1990-es évek elejétől erőteljes kiáramlás indult meg Nyugat-Európába, a kőolajtermelő arab országokba és az USA-ba is. A kivándoroltak és vendégmunkások többsége a Perzsa-öböl térségében élő arab országokban él, 2020 táján mintegy 4,7 millió fő. A második legnagyobb pakisztáni diaszpóra Európában található, ahol legalább 2,4 millió fő él; ennek több mint fele az Egyesült Királyságban.

#### Menekültek
A 2010-es évek második felében Pakisztánban él a világ egyik legnagyobb menekültpopulációja. Az afgánokon kívül mintegy 2 millió bangladesi és félmillió más, okmány nélküli ember tartózkodik az országban. Más területekről származó emberek is élnek itt, például Mianmarból, Iránból, Irakból és Afrikából.
Ujgur muzulmánok ezrei vándoroltak át a pakisztáni Gilgit-Baltisztan régióba is, elmenekülve a vallási és kulturális üldöztetés elől a kínai Hszincsiangból. 1989 óta a kasmíri muszlim menekültek ezrei kerestek menedéket Pakisztánban. Állításuk szerint a menekült nők közül sokat indiai katonák erőszakoltak meg, és a katonák elűzték őket otthonukból.

### Etnikai megoszlás

Pakisztán fő etnikumai

Az ország területén két nagy csoportot különböztetünk meg: az úgynevezett indo-árja és a török-iráni népcsoportot. Területileg azonban ez a két nagy csoport nem különül el egymástól, sőt keveredett egymással. A két nagy csoporton belül igen sok etnikum fordul elő.
Ma Pakisztánban pár nagy nemzetiségi csoportot lehet megkülönböztetni; ezek :
- kb. 44%-a pandzsábi,
- kb. 15%-a pástu (pastu vagy patán),
- 14%-a szindi,
- 8-10% szaraiki vagy népiesen: multáni – (Ezt a csoportot sokszor a pandzsábiba számolják.)
- 7-8% muhadzsir (mohadzsir)

További kisebb etnikumok: 
2-3% beludzsi, a maradék pedig egyéb (kasmíri, hazara stb.) népcsoporthoz tartozik.

### Nyelvi megoszlás

#### Hivatalos

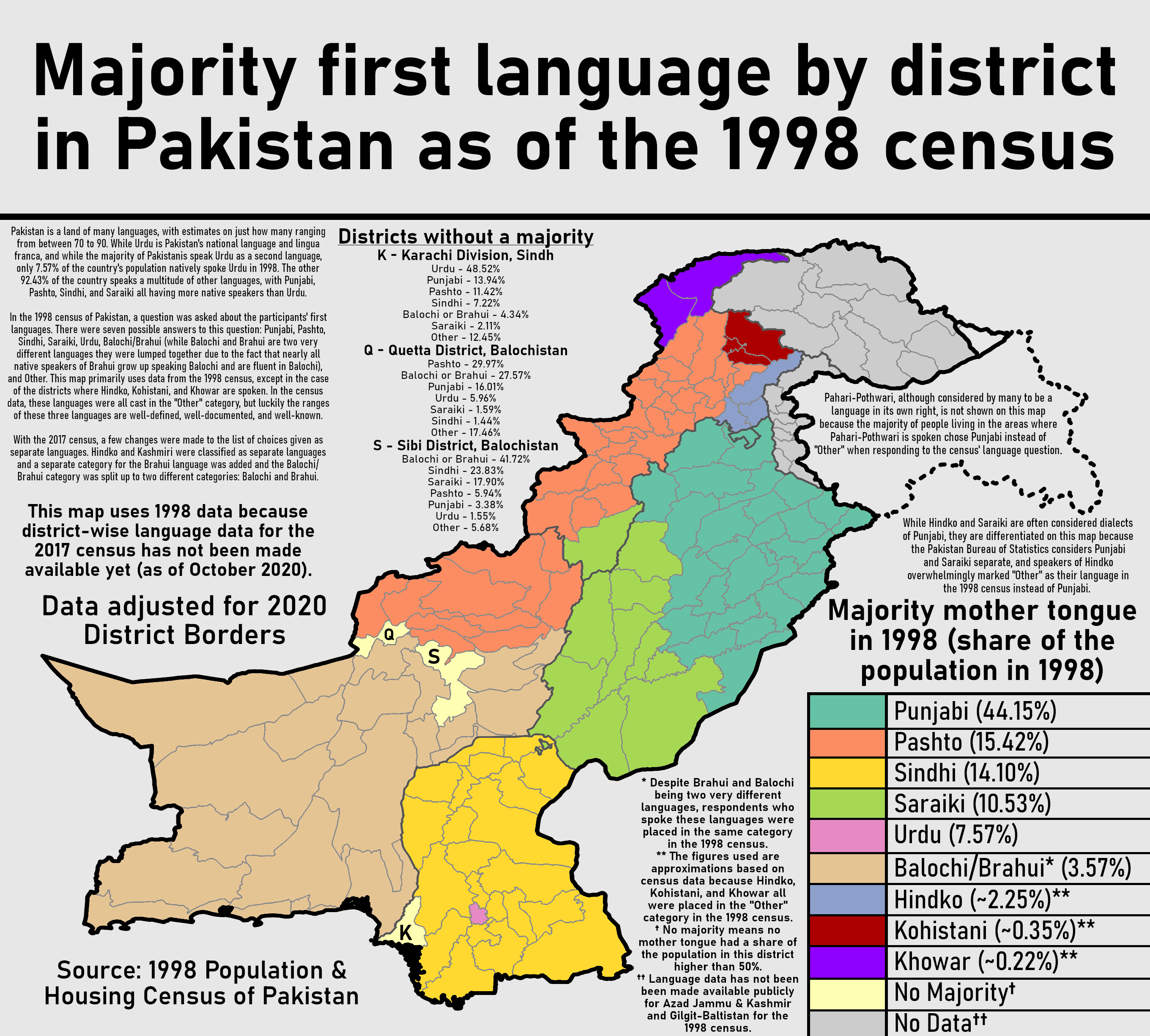
A lakosság anyanyelve az 1998-as népsz. alapján

Az országban a hivatalos nyelv az urdu (arab írású hindi). Ezt – annak ellenére, hogy a lakosság kb. fele megérti – csak az emberek 7-8%-a vallja anyanyelvének.
Pakisztán állam megalakulás után Pandzsáb területén nagy számban telepedtek le az Indiából érkező urdu anyanyelvű bevándorlók és menekültek, az ún. mohadzsirok. Ezért elsősorban Pandzsáb területén a legelterjedtebb az urdu.
A második hivatalos nyelv az angol. Az angol a pakisztáni elit és a legtöbb kormányzati minisztérium nyelve (lingua franca).
Az évszázados angol gyarmatosítás következtében igen sok angol jövevényszó került át az urduba is.

#### Beszélt
A legtöbb ember által beszélt nyelv a pandzsábi (továbbá annak dialektusa a szaraiki-szirajki). További fő nyelvek: a szindi, a pastu és a beludzsi.
Az országban kb. huszonnégy nyelvet beszélnek. Ezeknek a nyelveknek a többsége közös eredetű, azonos nyelvcsaládba, sőt azonos nyelvcsoportba tartoznak, és az idők folyamán hasonló körülmények között, hasonló kulturális környezetben és nyelvi befolyás alatt fejlődtek.

### Vallás
Vallási szempontból majdnem homogén Pakisztán – Indonézia után – a Föld 2. legnépesebb iszlám országa.
A népesség zöme, 96%-a muszlim (ennek 80-90%-a szunnita, 10-20%-a síita), 1,5-2% hindu, kb. 1,6% keresztény.
Egy 2013-as közvélemény-kutatás szerint a muszlimok, a pakisztániak többsége támogatta, hogy a saríát az ország hivatalos törvényévé tegyék. Egy több muszlim országra kiterjedő felmérésben a Pew Research Center megállapította, hogy a pakisztáni muszlimok hajlamosak jobban azonosulni a vallásukkal, mint nemzetiségükkel, ellentétben más nemzetek muszlimjaival, mint például Egyiptom, Indonézia és Jordánia.
A pakisztáni törvények előírják, hogy az "istenkáromlás" büntetést von maga után. 1987 és 2017 között több mint 75 embert öltek meg istenkáromlásért.
A hinduk zöme, mintegy 93% -a Szindhban él, a maradék csoport 5%-a Pandzsábban és közel 2% -a Beludzsisztánban él. Az országban jellemző vallási türelmetlenség miatt a hinduk gyakran Indiába menekülnek.
A pakisztáni keresztény közösség többségét a brit gyarmati korszakban áttért pandzsábiak utódai alkotják. A keresztények főleg Pandzsábban és a városokban élnek.

## Gazdaság

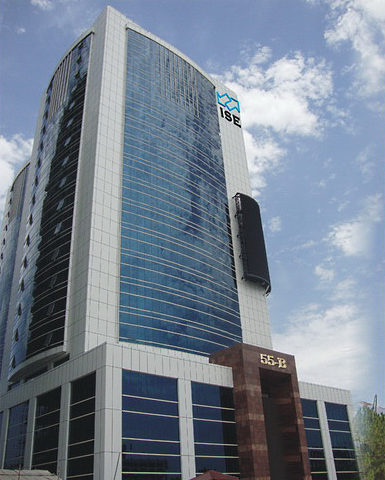
Az értéktőzsde épülete Iszlámábádban

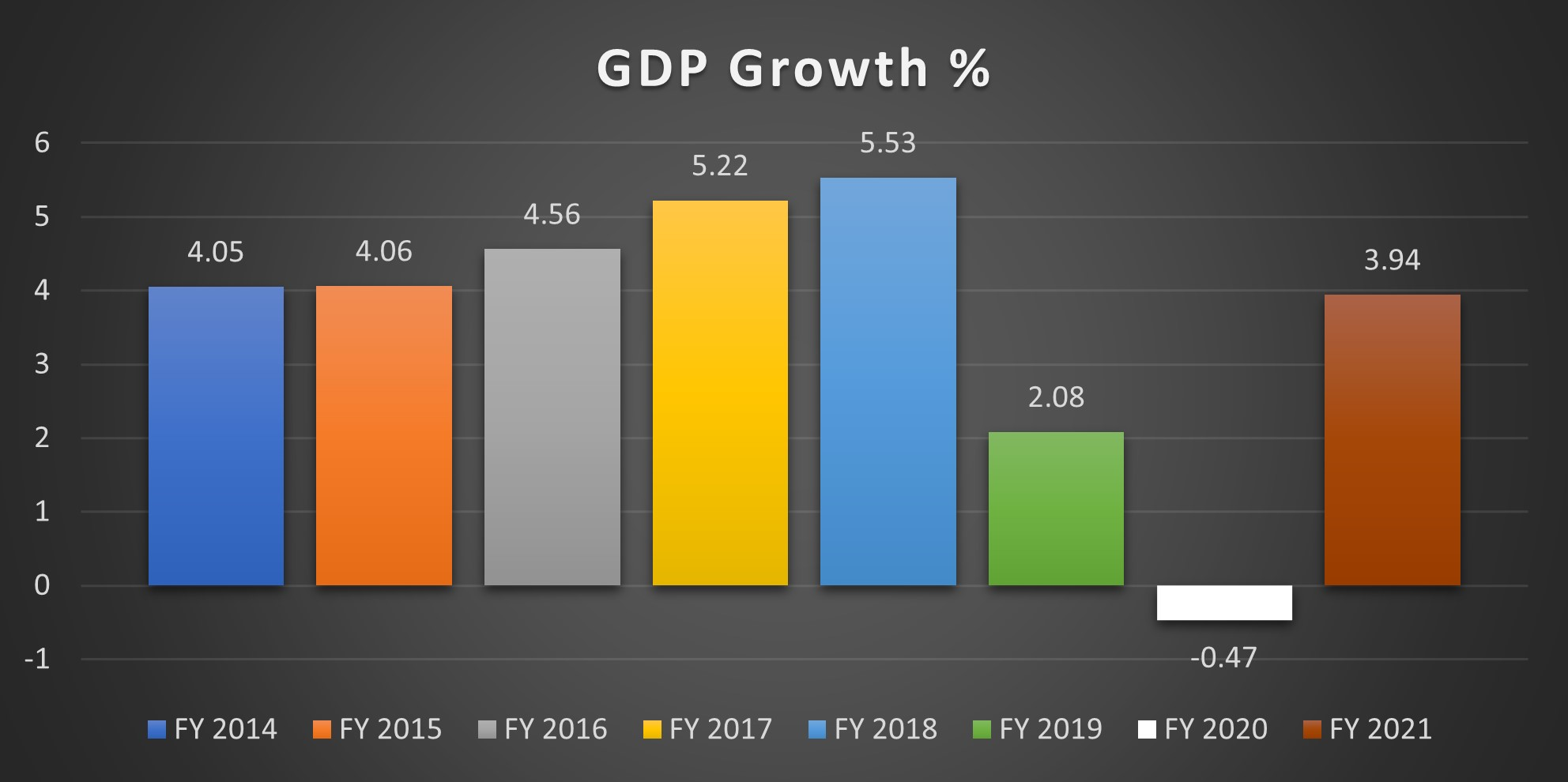
Pakisztán GDP növekedése (2014–2021)

A közgazdászok becslése szerint Pakisztán területe a világ leggazdagabb régióinak része volt az i.sz. első évezredben. Ez az előny az újkorban elveszett, amikor más régiók, például Nyugat-Európa előretörtek. Ma fejlődő országnak számít, de egyike azon országoknak, amelyek a 21. században jó eséllyel a világ egyik legnagyobb gazdaságává válnak.
A gazdaság szerkezete a korábbi főként mezőgazdasági országról szolgáltató bázisúvá változott. A mezőgazdaság 2015-ben a GDP mindössze 20,9%-át tette ki.

### Gazdasági ágazatok

#### Mezőgazdaság
Pakisztán területének mintegy 60%-a mezőgazdasági termelésre alkalmatlan.
A lakosság jelentős része a többnyire öntözött szántóföldeken rizst, gyapotot, búzát, cukornádat, kukoricát termeszt. Jelentősebb még a gyümölcs- (datolya) és a dohánytermesztés. Az állattenyésztés (szarvasmarha, kecske, juh, teve) alárendelt szerepű. Az állatok a kevés és szegényes legelők miatt nem nagyon termékenyek.

#### Ipar
Földje ásványkincsekben viszonylag szegény (kősó, kőolaj, földgáz, gipsz, kén, foszfát, magnezit, színesfémércek).
A külföldi tőke segítségével fejlődésnek indult ipar vezető ága a textilipar (leginkább a pamutipar), a műtrágya- és gépgyártás, cementipar, élelmiszer-feldolgozás.
Az autó-, motor- és kerékpárgyártás központja Lahor és Karacsi. Karacsiban hajógyártás és repülőgép-összeszerelés is jelen van. A vegyipar a kőolaj-finomítók és földgázvezetékek mellett fejlődött ki (Karacsi, Multán, Pesavar). A cementgyártás központjai: Karacsi, Haidarábád, Rori, Szukkúr. A hagyományos kézműipar még napjainkban is fontos szerepet tölt be az ország életében.

### Külkereskedelem
Exportjának legnagyobb része feldolgozott termék. Főbb exporttermékek: textil, felsőruházat, gyapjú, cérna, bőráruk, rizs, sportcikkek, szőnyegek. Importcikkek: kőolaj, kőolajtermékek, gépek, vegyipari termékek, közlekedési eszközök, élelmiszerek.
- Főbb kereskedelmi partnerek 2017-ben:[35]
  - Export:  USA 17,7%,  Egyesült Királyság 7,7%, Kína 6%, Németország 5,8%, Afganisztán 5,2%, Egyesült Arab Emírségek 4,5%, Spanyolország 4,1%
  - Import:  Kína 27,4%,  Egyesült Arab Emírségek 13,7%, Egyesült Államok 4,9%, Indonézia 4,3%, Szaúd-Arábia 4,2%

#### Az országra jellemző egyéb ágazatok
Jelentős a kézműipar (kézi fonású szőnyegek, szövetek).
A Közel-Keleten dolgozó nagy számú vendégmunkás hazautalásai is fontos bevételnek számítanak.

## Közlekedés

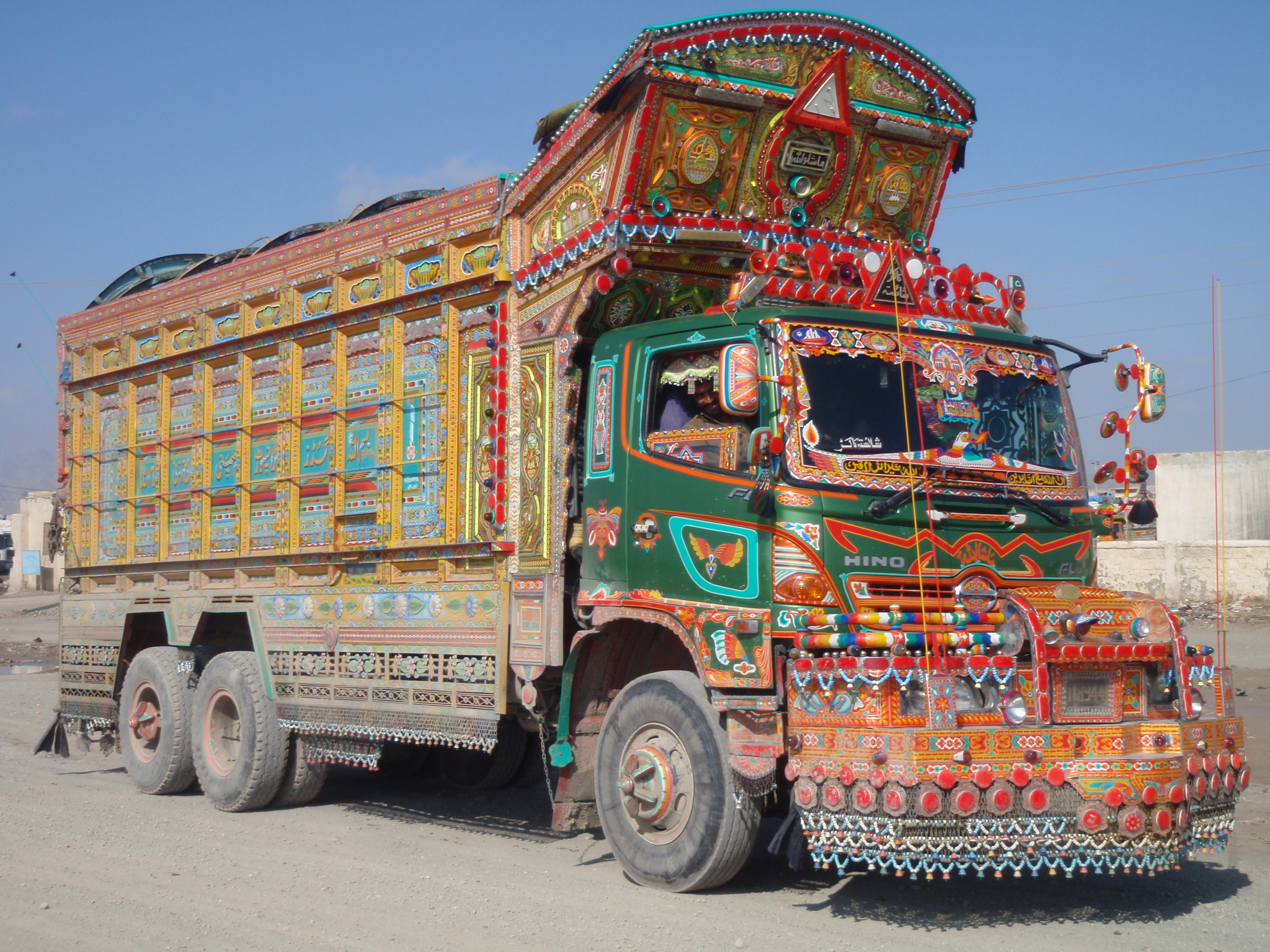
Egy jellegzetes kidíszített teherautó

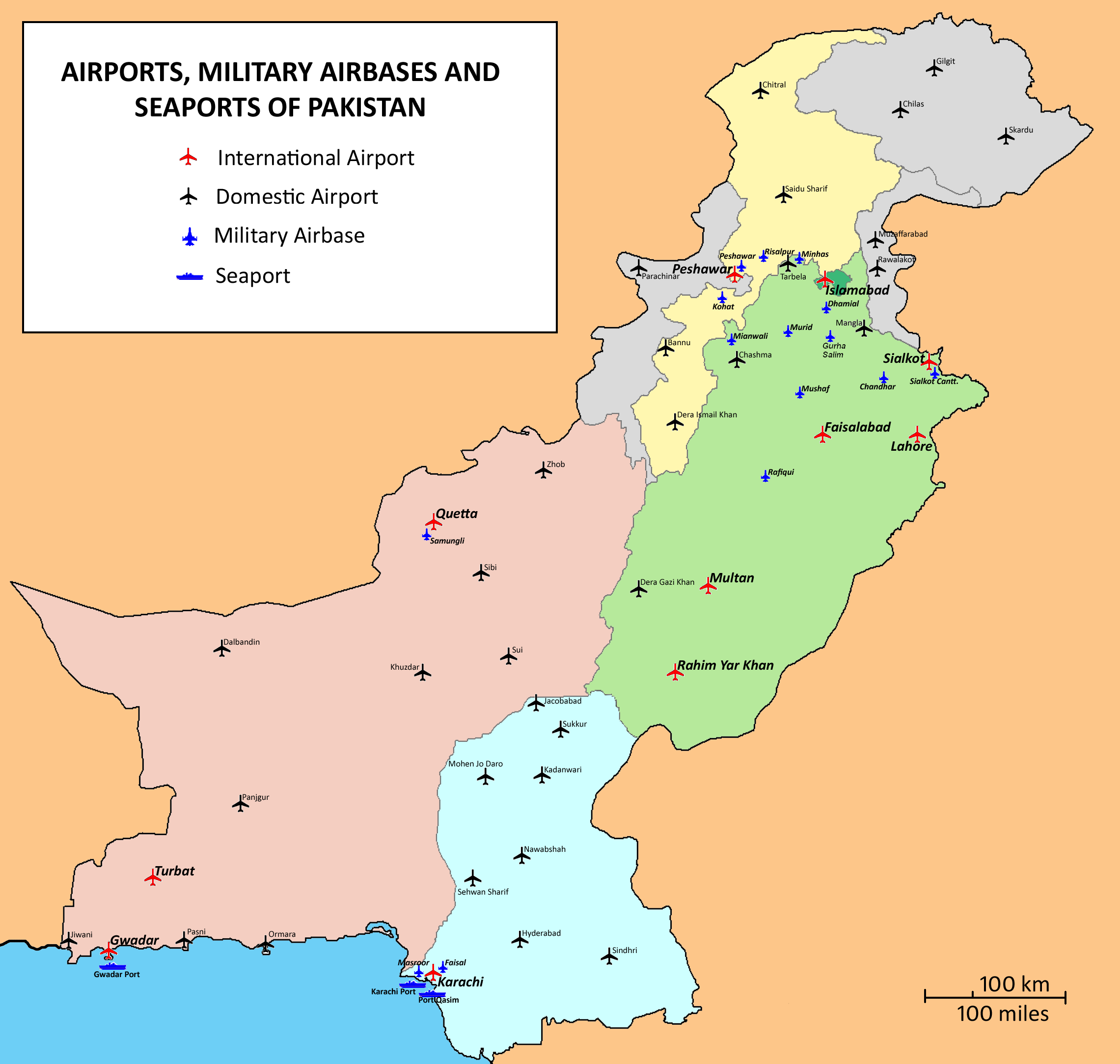
Pakisztán nemzetközi (piros) és helyi (fekete) forgalmú repterei; kikötői

A vasúthálózat hossza 8163 km, a közúthálózaté 254 410 km. A repülőterek száma 87.

### Közút
Az országban a közlekedési hálózat fejletlen, habár a főútvonalak viszonylag jól ki vannak építve. Pakisztánban bal oldali közlekedés van. Az országutak minősége változó. Városokban a forgalom zsúfolt és a közlekedési szabályokat csak hozzávetőlegesen tartják be. Az úthálózat Pandzsáb területén a legsűrűbb.

### Légi közlekedés
Nemzetközi forgalmú repülőterek a következő városokban működnek: 
- Karacsi (a legforgalmasabb, IATA: KHI, ICAO: OPKC);
- továbbá Lahor, Iszlamabad, Fajszalábád, Multán, Pesavar, Kvetta, Ravalpindi, Turbat, Gwadar.

### Vízi közlekedés
Fő tengeri kikötők: Karacsi, Port Qasim (Kelet-Karacsi), Gwadar, Pasni.

## Telekommunikáció
| Hívójel prefix | AP-AS, 6P-6S |
| ITU zóna       | 41           |
| CQ zóna        | 21           |

## Kultúra

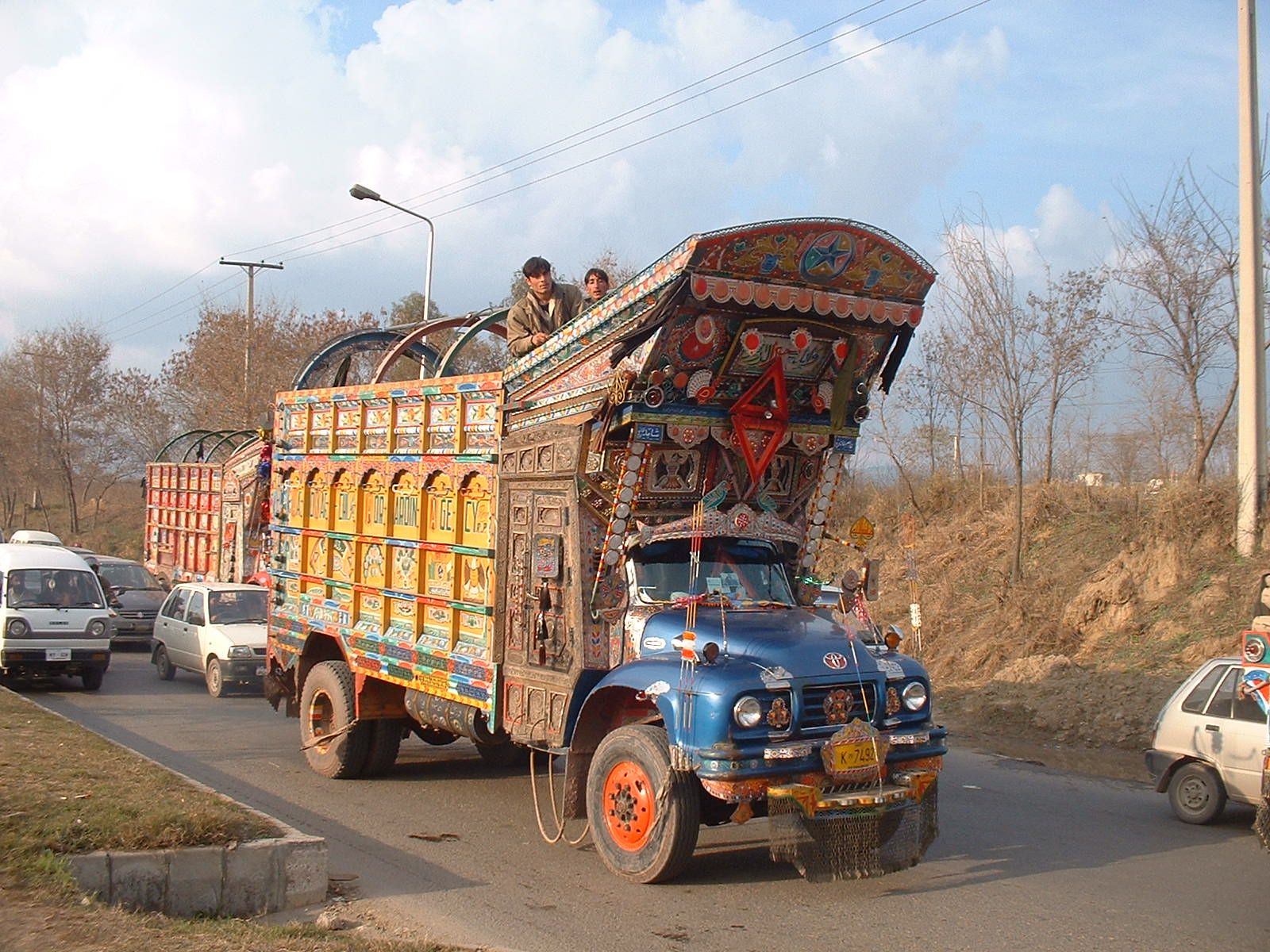
A teherautók díszítése a pakisztáni kultúra sajátos jellemzője.

A civil társadalom nagyrészt hierarchikusan működik, és a helyi kulturális etikettre és a hagyományos iszlám értékekre helyezik a hangsúlyt, amelyek irányítják az életet.
A több tekintetben megosztott nemzeten belül a legegyszerűbb választóvonal a hegylakók és a síkságok népe között húzódik. Az edzett, tüzes és független hegylakókat a központi kormány befolyása kevésbé éri el. A hegyek és a síkságok lakóit az iszlám előírásai egyesítik.
Pakisztánban négy nagy nemzetiségi csoportot lehet megkülönböztetni: pastu (patán), pandzsábi, szindi (szindhi) és a beludzsi. Ezek megőrizték sajátos nemzetiségi jellegeiket. A társadalom azonban sok kasztra és törzsre oszlik. Az egyik ilyen közösség a bradri vagy házassági csoport – vérrokon családok, akik csak a csoporton belül kötnek házasságot.
Noha az iszlám minden ember egyenlőségét tanítja, általános, hogy a falvakban a különféle szektáknak saját mecsetük van. Minden mecsetnek van saját vezetője, az imám, aki naponta ötször hívja fel imára a hívőket. Sokan csak azt tanulták (főleg vidéken), amit az imám tanít, azaz többnyire csak Korán-szövegeket, szóról szóra.
A nők jobbára otthon élnek és dolgoznak, noha időnként látni, amint segítenek a mezei munkákban. A férfiak összegyűlnek a nyilvános helyeken és beszélgetnek, miközben a közös vízipipát szívják. A férfiak nagy hangsúlyt helyeznek a termékenységre és a fiú örökösre. Az is előfordulhat, hogy több feleségük van. Örökösödés esetén – az apa halála után – minden gyermek részesedik a vagyonból, de az osztozkodásnál a fiúgyermekek kétszer annyit kapnak, mint a lányok.
Hagyományosan a fiatalok sokszor nem szerelemből, hanem a családfők közti megállapodás alapján kötnek elrendezett házasságot. Városokban ez a rendszer lassan felbomlóban van.
Pakisztánban azoknak a sírját, akik példamutató életükkel kivívták embertársaik elismerését, valóságos vallási kegyelettel tisztelik; úgy tartják számon őket mint szent emberek sírjait. Nemegyszer egy-egy ilyen sír egyúttal valamilyen vallási szertartás vagy búcsú helyszíne.
A hagyományos ruha férfiaknak és nőknek egyaránt a salwar kameez.

### Oktatási rendszer

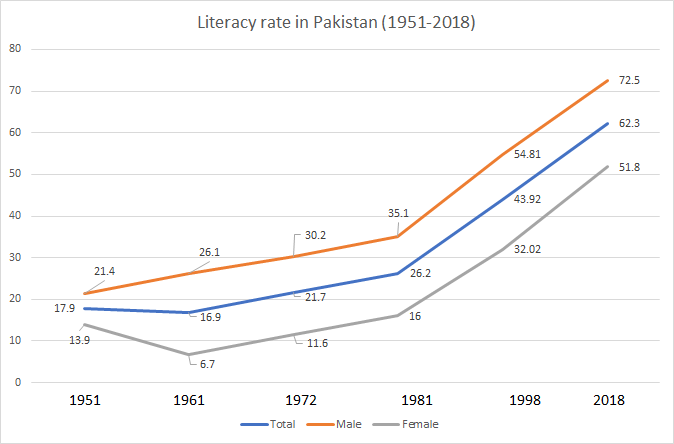
A pakisztániak írástudási arányának változása 1951-2018 között.
Kék: teljes lakosság, sárga: férfiak, szürke: nők.

Pakisztán alkotmánya előírja, hogy az állam ingyenes alap- és középfokú oktatást biztosítson. Vannak medreszék is, amelyek ingyenes iszlám oktatást, valamint ingyenes ellátást és szállást kínálnak, főként a társadalom szegényebb rétegeiből származó diákoknak.
Pakisztánban az oktatás hat fő szintre oszlik: óvoda (előkészítő osztályok); alapfokú (elsőtől ötödik osztályig); középső (hat-nyolcadik évfolyam); érettségi (kilencedik és tizedik évfolyam); középfokú (tizenegy és tizenkettedik évfolyam); valamint a diplomához vezető egyetemi programok.
A 2007-es kezdeményezések eredményeként országszerte minden középfokú iskolában kötelezővé tették az angol nyelv oktatását.
2012-ben Malála Júszafzait, a női oktatásért kampányoló lányt egy tálib fegyveres lelőtte aktivizmusa megtorlásaként. Júszafzai emberjogi aktivista az oktatással kapcsolatos érdekképviseletéért a világ legfiatalabb Nobel-díjasa lett. 2018-ban a lakosság írástudási aránya csak 62,3%. A férfiak írástudás aránya 72,5%, míg a nőké 51,8% volt ekkor.

### Kulturális világörökség
Az UNESCO által elismerten a világ kulturális örökségének része:
- Mohendzsodáro régészeti lelőhelye;
- Takszila romjai;
- Takht-i-Bahi buddhista romjai és a szomszédos városmaradványok Sahr-i-Bahlolban;
- Thatta történelmi műemlékei;
- Lahor erődje és a Shalimar-kertek Lahor városban;
- Rohtas-erőd.

### Tudomány
2010-ben Pakisztán a világon a 43. helyen állt a publikált tudományos közlemények tekintetében.
Pakisztán az első és egyetlen muszlim ország, amely aktív kutatói jelenlétet tart fenn az Antarktiszon. 1991 óta két nyári kutatóállomást és egy időjárási megfigyelőállomást tart fenn a kontinensen, és egy újabb állandó bázis megnyitását tervezi a jeges kontinensen.
2020 májusában Pakisztánnak körülbelül 82 millió internet-felhasználója van, ezzel ekkor a világ 9. legnagyobb internethasználója. A 2000-es évek óta Pakisztán jelentős előrehaladást ért el a számítástechnika területén, és különböző intézmények kínálnak kutatási lehetőségeket. A kormány jelentős összegben költ információs technológiai projektekre, különös tekintettel az e-kormányzatra, a humán erőforrásokra és az infrastruktúra fejlesztésére.

### Művészetek
Az urdu költészet kezdetét a 15. századra teszik; a modern urdu költészetét pedig a 18. század közepére.
Jellegzetes Szindh folklórja. A szindi népzene a legritmikusabb muzsika Pakisztánban. Errefelé megőrződött majd minden ősi hangszer. A pergő népzene nyomán eleven néptánc alakult ki, amelynek nem akad párja az országban. Szindh kézi szőttesei, hímzései, kerámiaipara szintén eltér a többi nemzetség, tartomány folklórjától; az ősi szindh kultúrát őrzik.
Beludzsisztán kultúrájában a nomád pásztorkodás időszakának a hatása is érvényesül. Ezt a korszakot tükrözi a zenéje és a tánca is (egyedül a makrániak kivételek, akiknek a zenéjében és táncában az afrikai befolyás érvényesül).
A beludzsok ünnepi alkalmakkor – a szindikhez hasonlóan – színes öltözéket viselnek. Híresek kézi kötésű perzsaszőnyegeik is. Ezek a szokottnál durvább fonalból, sötétebb tónusban, kevesebb csomószámmal készülnek.
Varázsos hangulatot árasztanak Pandzsáb ősi emlékei, ezen belül Lahor erődje, a Badshai Masjid Mecset, a régi bazár, a mogul időkből származó paloták. 

#### Építészet

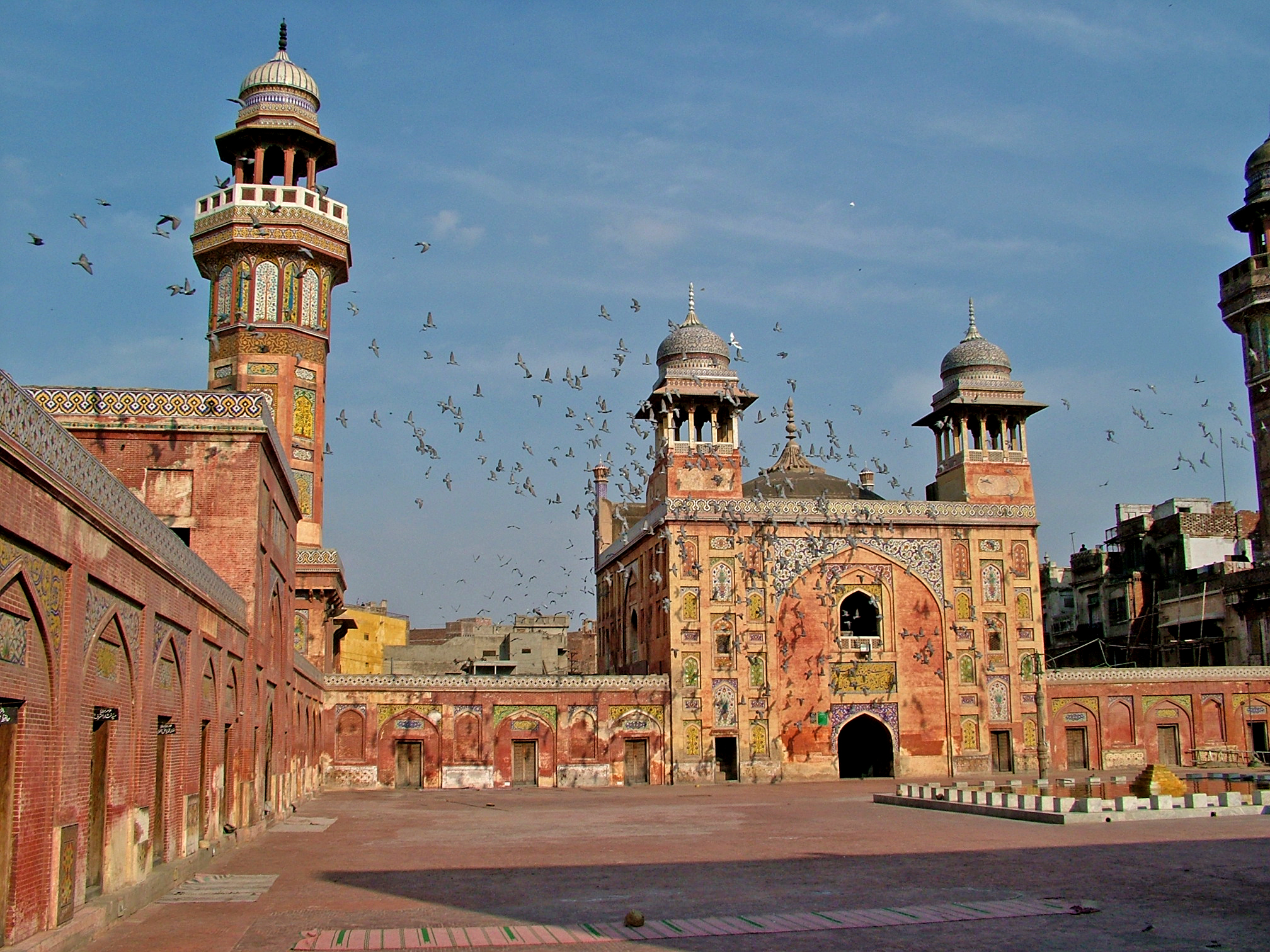
Vazír kán mecset, Lahor

A pakisztáni építészetben négy korszakot ismernek: az iszlám előtti, az iszlám, a gyarmati és a gyarmat utáni időszakot. 
Mohendzsodáro, Harappa stb. romvárosai az iszlám előtti települések közé tartoznak, amelyek ma turisztikai látványosságok. A buddhizmus térnyerése és a görög civilizáció befolyásával az i.sz. 1. századtól kialakult a görög-buddhista stílus. Ennek a korszaknak a csúcspontja a gandhára stílus volt. A buddhista építészet egyik példája a Haibar-Pahtúnhva-i Takht-i-Bahi buddhista kolostor romjai.
Az iszlám érkezése a mai Pakisztán területére a buddhista építészet hirtelen végét jelentette a térségben, és zökkenőmentes átmenetet az iszlám építészetre. A legfontosabb indo-iszlám stílusú épület, amely ma is áll, Rukn-i-Alam sah sírja Multánban. A mogul korszakban a perzsa-iszlám építészet dizájnelemei összeolvadtak a hindusztáni művészet játékos formáival. Lahor, mint a mogul uralkodók alkalmi székhelye, számos fontos épületet tartalmaz a korszakból (→ mogul művészet. 
A brit gyarmati időszakban a túlnyomórészt funkcionális, indo-európai reprezentatív stílusú épületek az európai és indiai-iszlám alkotóelemek keverékéből fejlődtek ki. A gyarmati időszak utáni nemzeti identitás olyan modern építményekben fejeződik ki, mint a Fajszál-mecset (Iszlámábád), a Minar-e-Pakistan (Lahor) és a Mazar-e-Quaid (Karacsi).

### Nemzeti szimbólumok
- Nemzeti virág: jázmin
- Nemzeti fa: Himalájai cédrus

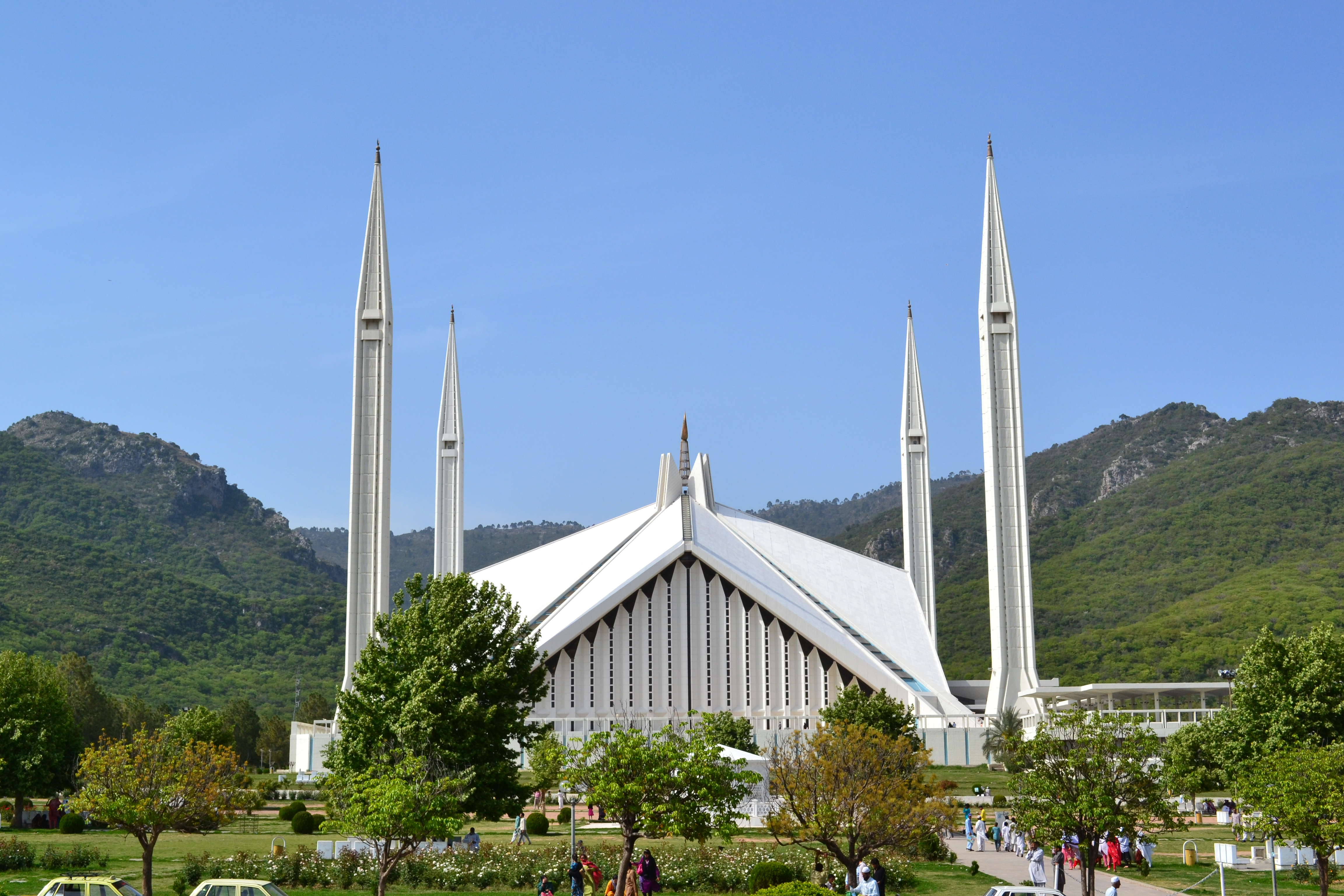
A Fajszál-mecset Iszlámábádban 300 000 hívő befogadására alkalmas

- Nemzeti állat: Pödröttszarvú kecske
- Nemzeti madár: Csukár
- Nemzeti sport: Gyeplabda
- Nemzeti mecset: Fajszál-mecset Iszlamabádban
- A nagy nemzeti költő: Muhammad Iqbal (1877–1938)
- A nagy államférfi, Pakisztán alapító atyja: Muhammad Ali Dzsinnah (1876–1948)
- A nemzet „anyja”: Fatima Jinnah (1893–1967)

### Szokások, illemtan
A legfontosabb társadalmi egység a család és a pakisztániak inkább a saját etnikumukhoz hűek, mint az országhoz. A pakisztániak barátságos, vendégszerető emberek, nagy bennük az idősek iránti tisztelet. A szokásos üdvözlési forma a kézfogás, ami azonban nem túl erőteljes. A pakisztániak inkább a csuklójukat nyújtják, mint a kezüket. Férfi nem kezdeményezhet kézfogást nővel és mások előtt nem érinthet meg egy nőt. A társadalomban a férfiaké az uralkodó szerep, a nőknek nincs akkora tekintélyük, mint a férfiaknak.
A helyi kultúrában szokás az embereket, különösen a sminkelt és szép nőket megbámulni.
Pakisztánban számos etnikum él. Annak érdekében, hogy a lehető legjobb kapcsolatot tudjuk kialakítani az emberekkel, igyekezzük megtudni, melyik csoporthoz tartoznak és térképezzük fel azok szokásait.
- Ne kezdeményezzünk beszélgetést a gazdasági helyzetről és az Indiával meglévő vitákról! [76]
- Ha valaki a jelenlétünkben imádkozni kezd, tartsuk tiszteletben a hitét és hagyjuk magára! [76]
- Bal kézzel ne intsünk senki felé, ne vegyünk és adjunk át semmit, ne együnk vele és ne érintsünk meg vele embereket! A bal kéz tisztátalannak számít. [76]

### Gasztronómia
A legtöbb pakisztáni főleg csapátin (vékony, nem kelesztett kenyér), rizsen és zöldségen él. A hús a legtöbb embernek megfizethetetlenül drága. A szeszes italokat az iszlám vallás tiltja. A pakisztániaknál kiemelt szerepet kap, hogy az étel halal legyen.

## Turizmus
Mohendzsodáro a Kr. e. 3. és 2. évezredben az Indus-völgyi civilizáció központja volt. Takszila az ország északi részének legfontosabb régészeti lelőhelye, az újkőkorszaktól a Kr. u. 2. századig három város épült itt egymásra. Takszila hét évszázadon át a buddhizmus tanításának egyik központja is volt, akárcsak a Kr. u. első században alapított Takht-i-Báhi kolostora.
A 14-18. századi iszlám mogul építészet emlékeit őrzi Rohtasz erődje, a Szind-vidék három dinasztiájának fővárosa, Thatta nekropolisza, Lahor erődje és Shalamar függőkertjei.
Az ország egyes területei nagy fokú biztonsági kockázatot jelentenek az utazók számára. Nem ajánlott, illetve több helyen engedélyhez kötött az utazás: Beludzsisztán tartományba, Pandzsáb tartomány déli részére, az északi területekre, az ország nyugati, Afganisztánnal határos törzsi területeire és Karacsi külvárosaiba.

## Sport
Az angol eredetű krikett a legnépszerűbb sportág. További igen népszerű sport a gyeplabda.
Kottán György személyében 2009. február 19-től 2010-ig magyar szövetségi kapitánya volt az ország labdarúgó szövetségének.

### Olimpia
• Pakisztán az olimpiai játékokon

### Labdarúgás
• Pakisztáni labdarúgó-válogatott

## Ünnepek

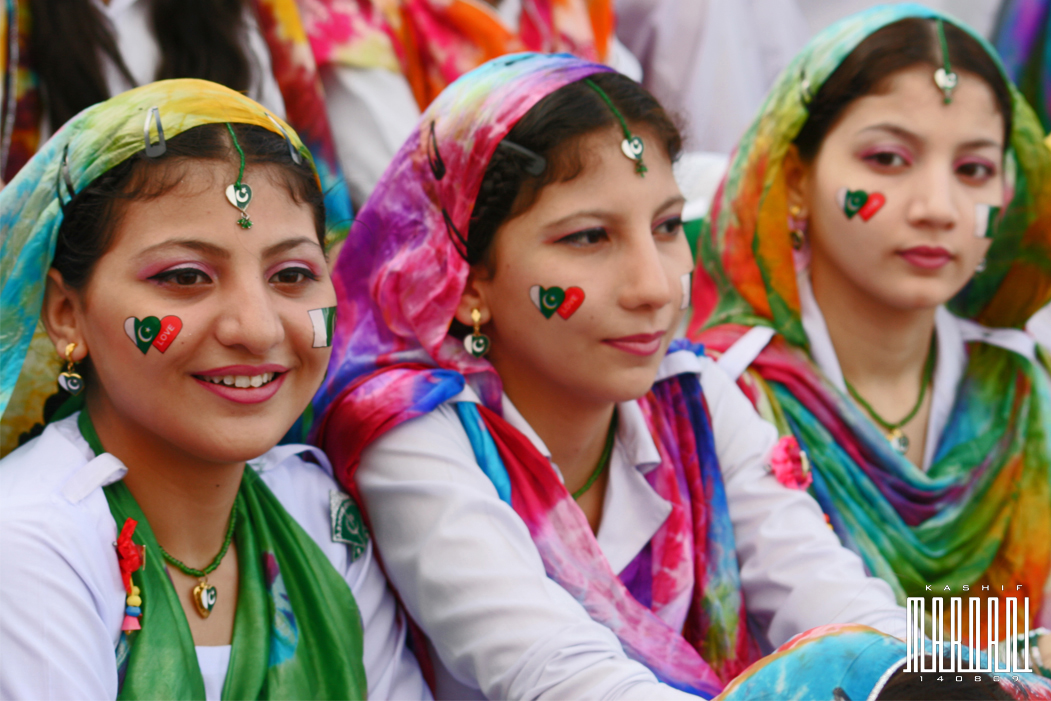
Lányok kidíszítve a Függetlenség napja ünnepén (Karacsi)

| Név                                         | Helyi név                                       | Időpont        |
| ------------------------------------------- | ----------------------------------------------- | -------------- |
| Kasmír szolidaritási napja                  | یوم یکجحتی کشمیر Youm-e-Yekjehty-e-Kashmir      | Február 5.     |
| A köztársaság napja                         | یوم پاکستان Youm-e-Pakistan                     | Március 23.    |
| A munka ünnepe                              | یوم مزدور Youm-e-Mazdoor                        | Május 1.       |
| Nemzeti kisebbségek napja                   |                                                 | Augusztus 11.  |
| A függetlenség napja                        | یوم آزادی Youm-e-Azadi                          | Augusztus 14.  |
| Fegyveres erők napja                        | یوم دفاع Youm-e-Difa                            | Szeptember 6.  |
| Muhammad Ali Dzsinnah halálának évfordulója | یومِ وفات قائداعظم Quaid-e-Azam ki Youm-e-Wafaat | Szeptember 11. |
| Muhammad Iqbal születésnapja                | یوم اقبال Youm-e-Iqbal                          | November 9.    |
| Muhammad Ali Dzsinnah születésnapja         | یوم ولادت قائداعظم Youm-e-Quaid                 | December 25.   |

Ünnepek az iszlám naptár alapján:
| Helyi név              | Időpont (iszlám-naptár) |
| ---------------------- | ----------------------- |
| عاشوراء Ashura         | Muharram 9./10.         |
| عيد ميلاد النبی Mawlid | Rabi`-ul-Awwal 12       |
| Youm-e-Shahdat e Ali   | Ramadan 21.             |
| عيد الفطر Eid ul Fitr  | Schawwal 1.             |
| عید الاضحٰی Eid ul Adha | Dhul Hijja 10.          |

## Média
Az országban 300 napilap van, főleg urdu és angol nyelven. Néhány ismertebb lap: Pakistan, Dawn, Nawa-i-Waqt.
Az országban az analfabéták száma miatt a televízió nagyobb szerepet tölt be az emberek életében, mint az újság. 1000 lakosra 170 tévékészülék jut.
A Pakisztáni televízió (PTV) 1964. november 26-án kezdte meg működését.

## Fordítás
- Ez a szócikk részben vagy egészben  a   Feiertage in Pakistan című német Wikipédia-szócikk fordításán alapul.  Az eredeti cikk szerkesztőit annak laptörténete sorolja fel. Ez a jelzés csupán a megfogalmazás eredetét és a szerzői jogokat jelzi, nem szolgál a cikkben szereplő információk forrásmegjelöléseként.